# Bertalan Árkay
Dans le nom hongrois Árkay Bertalan, le nom de famille précède le prénom, mais cet article utilise l’ordre habituel en français Bertalan Árkay, où le prénom précède le nom.
Bertalan Árkay est un architecte et un designer hongrois, né à Budapest le 11 avril 1901 et mort dans la même ville le 23 novembre 1971. Il est l'un des pionniers du modernisme en Hongrie.

## Carrière
Il est le fils de l'architecte Aladár Árkay. Il étudie à l'Université polytechnique et économique de Budapest jusqu'en 1925 et travaille avec son père. Il participa ainsi à l'Église catholique romaine et mémorial de Mohács débuté en 1926. Il dessine les plans du pavillon hongrois de la Triennale de Milan de 1936. À partir de 1945, il participe à la restauration de bâtiments historiques, comme le Musée des beaux-arts de Budapest. À partir de 1949, il travaille au développement de la capitale hongroise au sein du Département de l'aménagement public, crée des écoles (comme à Sátoraljaújhely), des immeubles ou encore des villas. Il est inhumé au cimetière de Farkasrét de Budapest.

## Réalisations

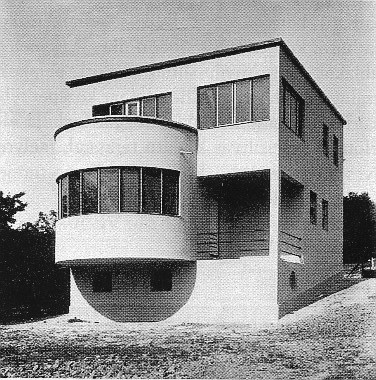
Maison d'habitation, Budapest.II. Branyiszkó út 32(1932)
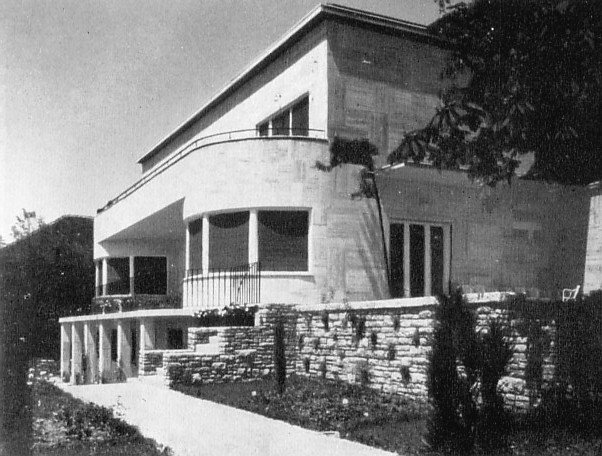
Maison d'habitation, Budapest.II. Somló köz 6 (1935)
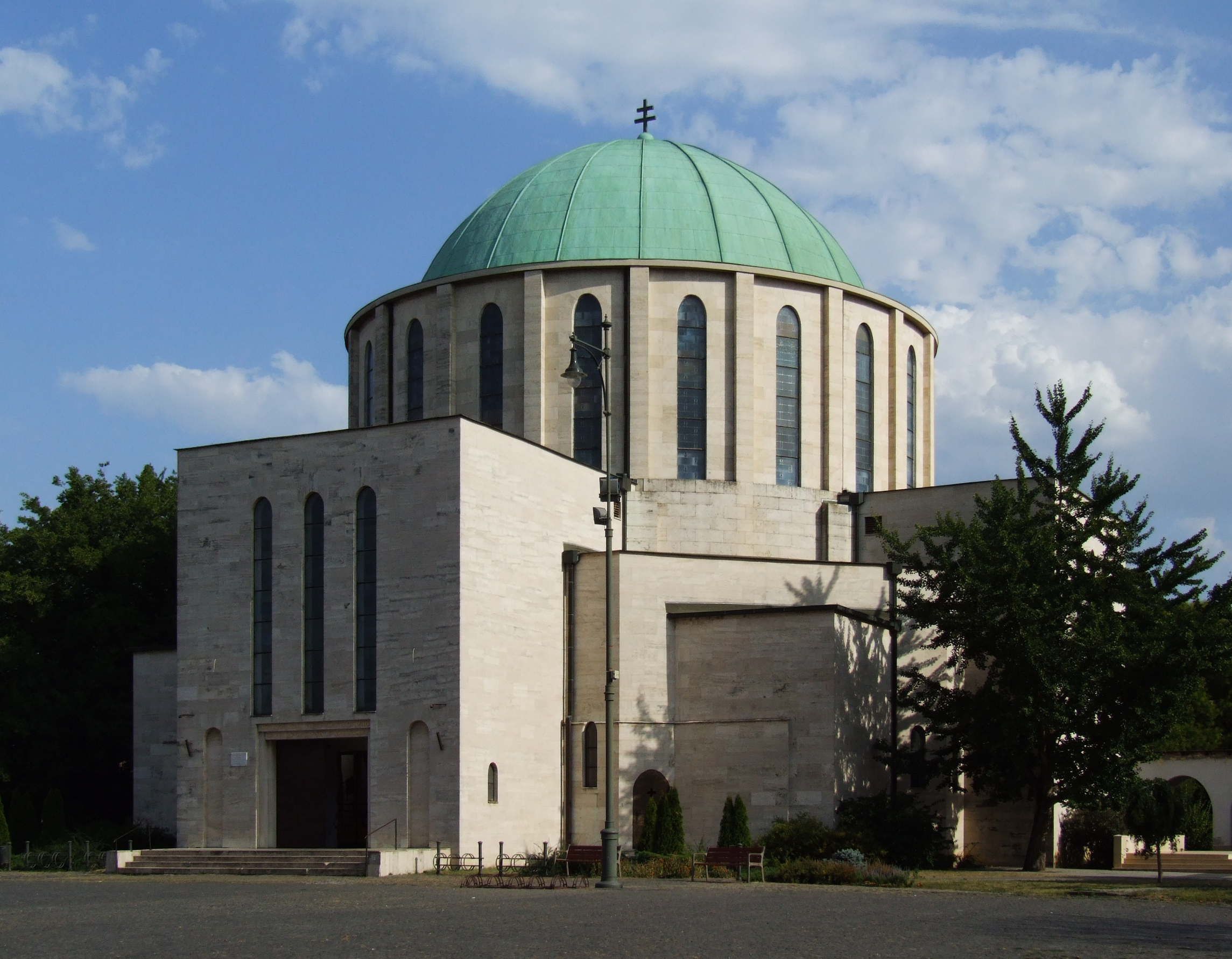
Église mémorial de Mohács (1929-40)
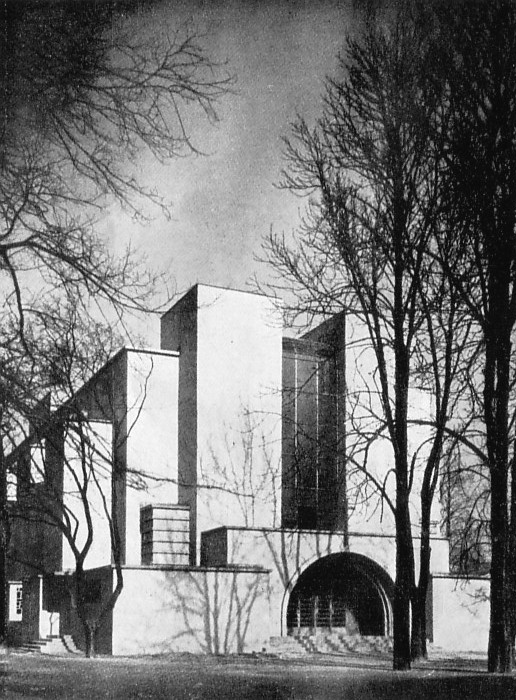
Église du Cœur de Jésus, Városmajor (1934)
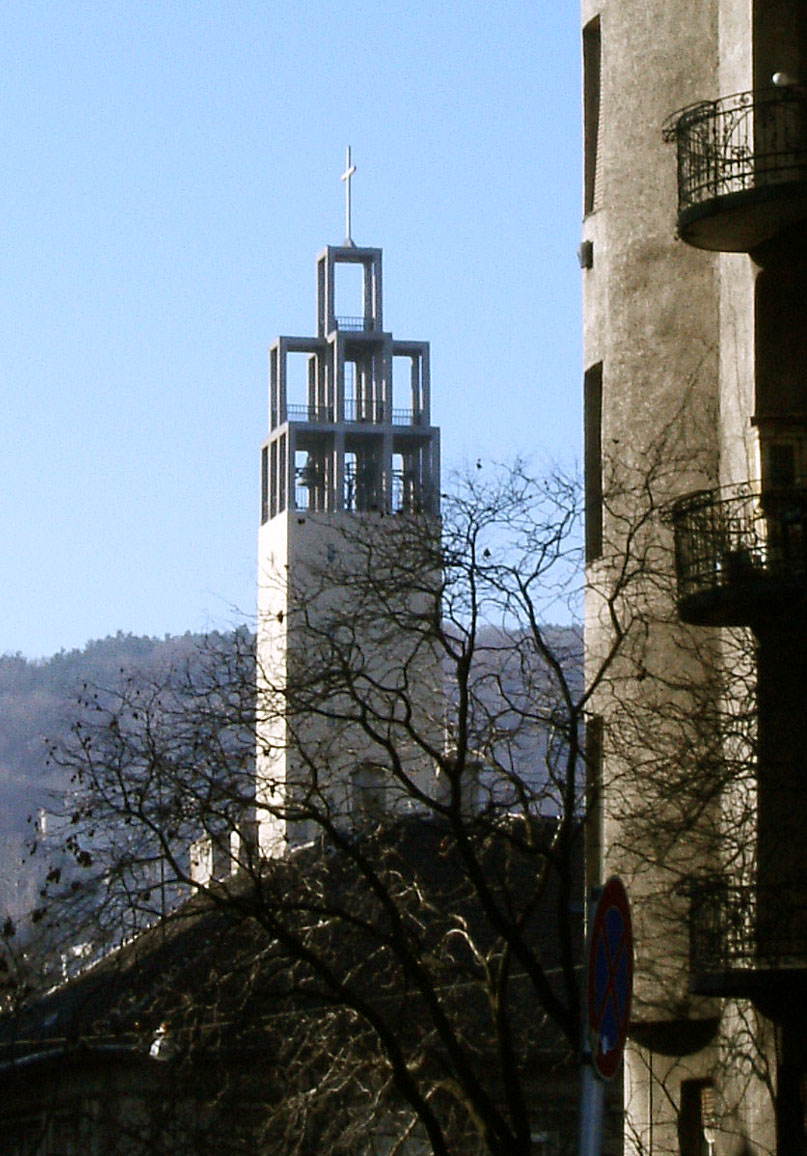
Clocher de l'Église de Városmajor
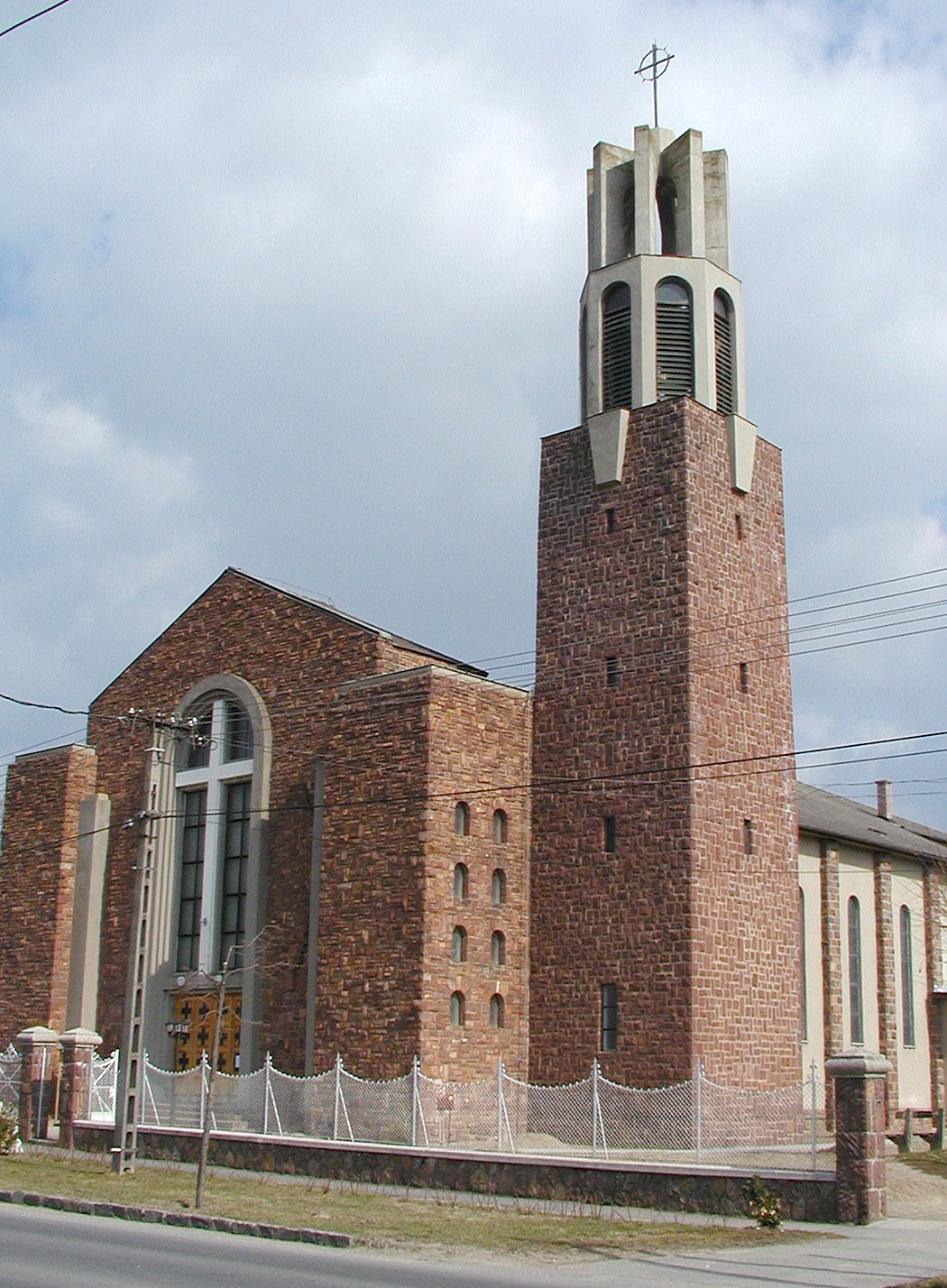
Église paroissiale de Balatonlelle (1943)

## Liens, sources
- Bibliothèque hongroise en ligne (Magyar Életrajzi Lexikon)
- Notices d'autorité :   - VIAF
  - ISNI
  - LCCN
  - GND
  - WorldCat